# Kazimierz Dobrowolski
Pour les articles homonymes, voir Dobrowolski.
Kazimierz Wojciech Dobrowolski (né le 20 décembre 1894 à Neu Sandec et mort le 26 mars 1987 à Cracovie) est un ethnologue et sociologue polonais, professeur à l'université Jagellonne de Cracovie, membre de l'Académie polonaise des sciences (Polska Akademia Nauk), qui a fondé les bases de la « méthode intégrale » dans l'enquête sociologique.

## Biographie
Diplômé du lycée Saint-Jacques de Cracovie. Étudiant successivement à l'université Jagellonne (1912-1914), puis à l'université de Vienne (1915-1916), il obtient son doctorat en 1919. Il suit des cours en sociologie et géographie humaine à la Sorbonne (Paris) en 1925. En 1934, il se perfectionne dans l'anthropologie culturelle à l'Institut d'études économiques de Londres (London School of Economics). Pendant les années 1920 à 1935, il travaille également à la Bibliothèque Jagellonne. En 1932, il obtient l'habilitation et à partir de 1935 devient professeur sans chaire à l'université Jagellonne, où il va enseigner la sociologie et l'ethnologie. Après la guerre, il revient à l'enseignement. Titularisé en 1946, il prend sa retraite en 1965.
Depuis 1962, il était membre correspondant de l'Académie polonaise des sciences dont il devient membre effectif en 1969. Président d'honneur de la Comité « Sociologie » à l'APS, section de Cracovie, il met en place et exerce la fonction de directeur à l'Institut de hautes études en sciences sociales de l'Association des universités ouvrières de Cracovie (de 1946 à 1950). Il est membre honoraire de l'Institut occidental de Poznań, membre de l'Association polonaise d'ethnographie (Polskie Towarzystwo Ludoznawcze) ainsi que de l'Association hongroise d'ethnographie (Magyar Állami Népi Együttes) et participe au mouvement de lutte contre l'alcoolisme. Fait docteur honoris causa de l'université Comenius de Bratislava (1965), il est décoré entre autres de la croix de chevalier puis de commandeur de l'ordre Polonia Restituta, de la médaille du Comité de l’Éducation nationale, de la médaille "aux méritants" (merentibus) de l'Université Jagellonne. En 1920, il participa aux travaux du Comité du référendum portant sur délimitation de la frontière polono-tchécoslovaque, pour les districts de Spisz et d'Orawa à Nowy Targ.
Créateur de la « méthode intégrale » en sociologie, il mit particulièrement l'accent sur l'analyse de l'investigation du réel sous plusieurs angles d'approche, notamment historique, ethnographique, sociologique et psychologique.
Il a publié entre autres :
- Dzieje kultu św. Floriana w Polsce do połowy XVI wieku (Histoire du culte de St Florian jusqu'au milieu du XVIe siècle), 1923
- Studia nad kulturą naukową w Polsce do schyłku XVI stulecia (Études sur la culture scientifique en Pologne jusqu'à la fin du XVIe siècle), 1933
- Włościańskie rozporządzenie ostatniej woli na Podhalu w XVII i XVIII wieku (Les dispositions testamentaires dans le monde paysan en Podhale aux XVIIe et XVIIIe siècles), 1933
- Najstarsze osadnictwo Podhala (La plus ancienne colonisation en Podhale), 1935
- Studia nad życiem społecznym i kulturą (Études sur la vie sociale et la culture), 1966
- Studia z pogranicza historii i socjologii (Études sur les confins entre histoire et sociologie), 1967
- Studia podhalańskie, dans: Pasterstwo Tatr polskich i Podhala (« Études de Podhale », dans: Vie pastorale dans les Tatras de Pologne et de Podhale), 1970
- Teoria procesów żywiołowych w zarysie (« L'ébauche de la théorie des processus spontanés »), 1973

## Sources
- (pl) Cet article est partiellement ou en totalité issu de l’article de Wikipédia en polonais intitulé « Kazimierz Dobrowolski » (voir la liste des auteurs). ATTENTION !!! L'article original a été profondément remanié depuis cette traduction.
- Kto jest kim w Polsce 1984. Informator biograficzny (« Qui est qui en Pologne en 1984. Informateur biographique »), Wydawnictwo Interpress, Varsovie 1984.